# Chain of Custody
Chain of Custody (CoC) je spotřebitelský řetězec, který označuje proces zpracování dřeva od vytěžení v lese až po zpracování v konečný výrobek. U certifikačních systémů FSC a PEFC je vyžadováno, aby veškerý certifikovaný materiál byl prokazatelně sledován v celém procesu výroby, skladování a prodeje. K tomu slouží certifikační systémy FSC-CoC a PEFC-CoC, které tak zaručují, že veškeré procesy a toky materiálů jsou hlídány a kontrolovány.
Držitelům certifikátu FSC-CoC nebo PEFC-CoC tyto certifikáty umožňují nákup, zpracování a prodej výrobků z takto certifikovaného materiálu. Konečným zákazníkům je pak prokazatelně prodáván výrobek, jehož původ je v certifikovaném lese dle příslušného certifikačního systému.
Certifikace se týká veškerých materiálů vyrobených ze dřeva i všech lesních produktů. Tedy certifikace se nevztahuje pouze na výroby, které pracují se dřevem, ale také na papírenské a tiskařské provozy.